# Wygoda (Garwolin)
Pour les articles homonymes, voir Wygoda.
Wygoda (prononciation : [vɨˈɡɔda]) est un village polonais de la gmina de Pilawa dans le powiat de Garwolin de la voïvodie de Mazovie dans le centre-est de la Pologne.
Il se situe à environ 5 kilomètres à l'est de Pilawa (siège de la gmina), 8 kilomètres au nord de Garwolin (siège du powiat) et à 50 kilomètres au sud-est de Varsovie (capitale de la Pologne).
Le village possède approximativement une population de 500 habitants.

## Histoire
De 1975 à 1998, le village appartenait administrativement à la voïvodie de Siedlce.